# Marcelo Méndez
Marcelo Méndez, vollständiger Name Marcelo Fabián Méndez Russo, (* 10. Januar 1981 in Montevideo) ist ein uruguayischer ehemaliger Fußballspieler.

## Karriere
Der 1,85 Meter große Defensivakteur Méndez stand zu Beginn seiner Karriere von 2000 bis 2004 im Kader der Profimannschaft von Centro Atlético Fénix. In der Saison 2003 werden dort 31 Spiele in der Primera División und ein Tor für ihn geführt. 2005 bestritt er fünf Partien (kein Tor) in der Copa Mustang I für den kolumbianischen Verein Atlético Junior. In der Apertura 2005 und der Clausura 2005 lief er in insgesamt 19 Erstligabegegnungen (kein Tor) für Independiente de Avellaneda aus Argentinien auf. Es folgten zwei Stationen bei Peñarol Montevideo in der Apertura 2006 und der Apertura 2007, die durch ein dazwischenliegendes Engagement beim türkischen Klub Kayserispor in der Spielzeit 2006/07 unterbrochen wurde. Bei den Türken absolvierte er 26 Spiele und erzielte zwei Tore in der Süper Lig. 2008 bestritt er erneut mindestens 18 Partien in der Copa Mustang I für Atlético Junior. In der Spielzeit 2009/10 wird eine Station in Rumänien bei Astra Ploiești für ihn geführt. Achtmal lief er dort in der Liga auf. Ein Tor erzielte er nicht. Für die Montevideo Wanderers stand er in derselben Saison zwölfmal in der Primera División auf dem Platz und traf dreimal ins gegnerische Tor. 2010/11 bestritt er elf Begegnungen (kein Tor) in der Primera B Nacional für Independiente Rivadavia. Sodann kehrte er dann nach Uruguay zurück und stand ab August 2011 abermals in Reihen der Wanderers. 2011/12 sind für ihn bei den Montevideanern 18 Erstligaspiele mit vier Treffern und 2012/13 29 Partien der Primera División mit einem persönlichen Torerfolg verzeichnet. Mitte Juli 2013 wechselte er in die Segunda División zum Huracán FC, wo er nach 25 Einsätzen und fünf Treffern in der Spielzeit 2013/14 in der Folgesaison 13-mal bei 24 Zweitligapartien ins gegnerische Tor traf. In der Saison 2015/16 stand er zweimal in der Liga auf dem Platz und schoss ein Tor. Dann beendete er seine Karriere.